# 밀린드 구나지

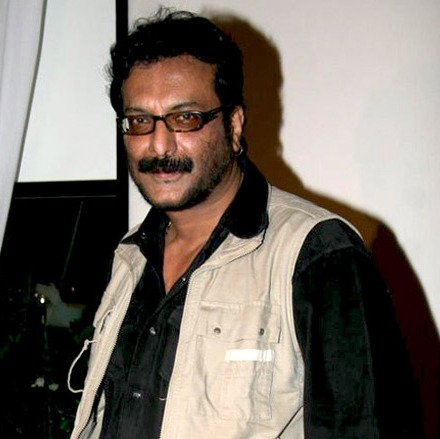

밀린드 구나지(Milind Gunaji, 1961년 7월 23일 ~ )는 인도의 작가, 배우, 텔레비전 배우이다.
푸네에서 태어났다.

## 영화
- 편지 (2013년)
- 헤라 페리 2 (2006년)
- 데브다스 (2002년)
- 조르 (1998년) - 이크발 칸 역
- 비라사트 (1997년)